# Crystal Lake (együttes)
A Crystal Lake (クリスタル・レイク) japán metalcore-zenekar, melyet 2002-ben alapítottak Tokióban.

## A zenekar története

### 2002–05: Megalakulás és a kezdetek
Az együttest 2002-ben alapították Tokióban, Japán fővárosában. 2002 februárjában Freewill címmel megjelent egy demófelvételük, majd a Gmc Records meghívására felléptek Dél-Koreában. Ugyanezen év júliusában One Word Changes Everything néven újabb demófelvételük, illetve szeptemberben Freewill címen egy négyszámos középlemezük jelent meg. A zenekar 2003 szeptemberében öt fellépésen kísérte az új-zélandi Day of Contempt hardcore punk-együttest.
2004 márciusa és júniusa között a Loyal to the Grave és az Extinguish the Fire együttesekkel koncerteztek, aminek eredményeként egy split lemezt is megjelentettek.
2005-ben a Risen and Unboy együttessel jelentettek meg egy split lemezt, és Malajziában is turnéztak.

### 2006–07: A Dimension és a Taste of Chaos 2007
2006 februárjában felléptek az Independence-D rendezvényen. 2006 júliusában az Imperium Recordingsnál megjelentették első teljes hosszúságú albumukat Dimension címmel, melyet a Dimension Tour névre keresztelt koncertsorozattal népszerűsítettek.
2007 februárjában az I Killed the Prom Queen társaságában felléptek a Metal Presentation rendezvényen, míg márciusban a Hatebreedet kísérték a japán koncertsorozatuk alatt, valamint novemberben a Rockstar Taste of Chaos nevű zenei fesztiváljának tokiói állomásán is jelen voltak.

### 2008–09: Split középlemez és a Taste of Chaos 2008
2008 májusában a Cleave-vel jelentettek meg egy split lemezt. 2008 novemberében felléptek a Rockstar Taste of Chaos nevű zenei rendezvényének tokiói állomásán.
2009 januárjában a Parkway Drive és Shai Hulud együttesekkel koncerteztek Japánban.

### 2010–11: AzInto the Great Beyondés Nisimura kiválása
A zenekar 2010. május 27-én Endeavor címmel, a Myspace oldalukon jelentetett meg egy ingyenesen letölthető demófelvételt, majd bejelentették, hogy az Into the Great Beyond című albumuk Twisted Fate című száma videóklipet is fog kapni. 2011. június 11-én Nisimura kilépett az együttesből.

### 2012–2015: Tagcserék, aThe Fire Inside/Overcomeés aCubes
2012. március 24-én Isihara is kilépett az együttesből. 2012. július 3-án bejelentették, hogy új énekesük Kinosita Rjó lesz. Később bejelentették, hogy 2012 nyarán meg fognak jelentetni egy kislemezt. A lemez 2012. szeptember 5-én The Fire Inside/Overcome címmel jelent meg. A kiadvány keverőmérnöke Brian Hood volt. 2013. január 26-a és február 1-je között az As Blood Runs Black és a Confession együttesekkel turnéztak, míg 2013 májusában a Ghost Inside és Continents zenekarokkal. Ezek után a Sumerian Tour 2013 keretében a Born of Osiris, az Upon a Burning Body és a Her Name in Blood együttesekkel is felléptek. 2013-ban a Coldrain, a Her Name in Blood, a Crossfaith, a Before My Life Fails, a SiM és a Totalfat előzenekaraként is felléptek. 2014. február 9-én a Scream Out Fest tagjaként a Devil Wears Prada, a Periphery, a Word Alive, a Fear, and Loathing in Las Vegas és a Her Name in Blood zenekarokkal is felléptek. 2014. április 12-én a Monster Energy Outburn Tour keretében a Coldrain, a Crossfaith és a Miss May I zenekarokkal léptek fel Szapporóban. 2014 júniusában bejelentették, hogy augusztus 6-án Cubes címmel középlemezt fognak megjelentetni.
Július 28-án megjelent az Ups & Downs című daluk videóklipje, melyet augusztus 4-én a Rollin’ (Limp Bizkit-feldolgozás) videója követett.
A Cubes végül az ötödik helyen mutatkozott be az Oricon heti független kiadós eladási listáján, valamint a 45. helyen az összesített listán. 2014. augusztus 8-án a True North Project turnét vezették az Infection, a Prompts, a Sailing Before the Wind, a Scarface és Shark Ethic zenekarok társaságában. 2014 szeptemberében a Crossfaith Across the Future nevezetű koncertsorozatának előzenekara voltak a We Came as Romans és a While She Sleeps együttesekkel. 2014. október 25-én Cubes Tour 2014 címmel koncertkörútra indultak. 2014. november 15-én a japán Knotfesten is felléptek.
2015. augusztus 13-án bejelentették, hogy basszusgitárosuk, Kotaka Jaszujuki megromlott egészségi állapota miatt otthagyja az együttest.

### 2015–17: Nemzetközi lemezszerződések és aThe Sign
2015. szeptember 7-én bejelentették, hogy lemezszerződést kötöttek az amerikai Artery Recordings és a brit JPU Records kiadókkal. 2015. október 7-én The Sign címmel stúdióalbumot jelentettek meg, mely a 36. helyet érte el a japán Oricon heti eladási listáján.

### 2018–napjainkig:The CircleésHelix
2018. augusztus 8-án The Circle címmel kislemezt jelentettek meg.
2018. november 28-án a SharpTone Records bejelentette, hogy leszerződtette az együttest.  Ugyanazon a napon közzétették az Aeon című dal videóklipjét, illetve megjelentették a Helix című nagylemezt.

## Az együttes tagjai
Jelenlegi
- Kinosita Rjó – ének (2012–napjainkig)
- Mijamoto Judai – gitár (2002–napjainkig)
- Hori Sinja – gitár (2002–napjainkig)
- Taura Gaku – dobok (2012–napjainkig)
- Teru – basszusgitár (2015–napjainkig)

Korábbi
- Nisimura Kentaro – ének (2002–2011)
- Isihara Juszuke – dobok (2002–2012)
- Nagaszava Szeidzsi - basszusgitár (2002–2007)
- Kotaka Jaszujuki – basszusgitár (2007–2015)

## Diszkográfia
| Típus       | Megjelenés                           | Cím                      | Katalógusszám             | Számlista | Kiadó               |
| ----------- | ------------------------------------ | ------------------------ | ------------------------- | --- | ------------------- |
| 1. album    | 2006. július 5.                      | Dimension                | DDCI-3001                 | 1. Fabricated Refuge [3:31] 2. The Passage [5:09] 3. Fifth Dimension [1:25] 4. Innocence [5:26] 5. Forsaken Desire [5:40] 6. Voyage (46 Hundred Million Years Fate…) [1:41] 7. Before It Fades [4:33] 8. The Burden [6:15] The Burden Live at Independence-D 2006 (bónuszvideó) | Imperium            |
| Split       | 2008. május 24.                      | Crystal Lake, Cleave     | HGR-003                   | 1. Daylight / Crystal Lake 2. Blinded by Fear [original by At the Gates] / Crystal Lake 3. Refuse to Fall / Cleave 4. One [original by U2] / Cleave | HGR                 |
| 2. album    | 2010. november 3.                    | Into the Great Beyond    | IMPR-007                  | 1. Intro -River of Truth- 2. Twisted Fate 3. Open Water 4. Endeavor 5. See This Through 6. Scheme 7. Burning our Lives 8. Daylight 9. Road of Torment 10. Congestion Control 11. Into the Great Beyond                                                                          | Imperium Recordings |
| 1. kislemez | 2012. szeptember 5.                  | The Fire Inside/Overcome | CL-01                     | 1. The Fire Inside 2. Overcome | (szerzői kiadás)    |
| Középlemez  | 2014. augusztus 6. 2015. március 18. | Cubes                    | CUBE-1001:CD CUBE-1002:LP | 1. Ups & Downs [4:42] 2. Beloved (feat. Kenta Koie from Crossfaith) [4:38] 3. Mahakala [3:44] 4. See This Through - Acoustic ver. [4:29] 5. Rollin’ (feat. Senta from Numb) [3:45] 6. The Fire Inside [4:08] 7. Cubes [0:33]                                                    | Cube Records        |
| 3. album    | 2015. október 7.                     | The Sign                 | CUBE-1003                 | 1. Astra 2. Prometheus 3. Matrix 4. Mercury 5. Dreamcatcher 6. The Sign 7. New Romancer 8. Hades 9. Body Movin’ 10. Sleep Awake | Cube Records        |
| 4. album    | 2016. november 30.                   | True North               | CUBE-1005                 | 1. Alpha 2. Omega 3. Hatred 4. Metro 5. True North 6. Breathe Deep 7. Black and Blue feat. Jesse (Rize/The Bonez) 8. Six Feet Under 9. Walk on Water 10. Waves | Cube Records        |
| 2. kislemez | 2017. október 11.                    | Apollo                   | CUBE-1008                 | CD 1. Apollo 2. Machina 3. Dreamscape (Omega PhaseOne Remix) DVD 1. Alpha 2. Omega 3. Matrix 4. Metro 5. Six Feet Under 6. Waves 7. Prometheus 8. The Fire Inside | Cube Records        |